# کنسووو
کنسووو (به لهستانی:  Kęsowo) یک روستا در لهستان است که در گمینا کنسووو واقع شده‌است.
 کنسووو  ۷۹۰ نفر جمعیت دارد.